# Marie Auguste Lauzet
Marie Auguste Lauzet, dit Auguste Lauzet, est un artiste peintre et graveur français, né à Marseille le 12 août 1863 et mort à Aubagne le 29 septembre 1898 .

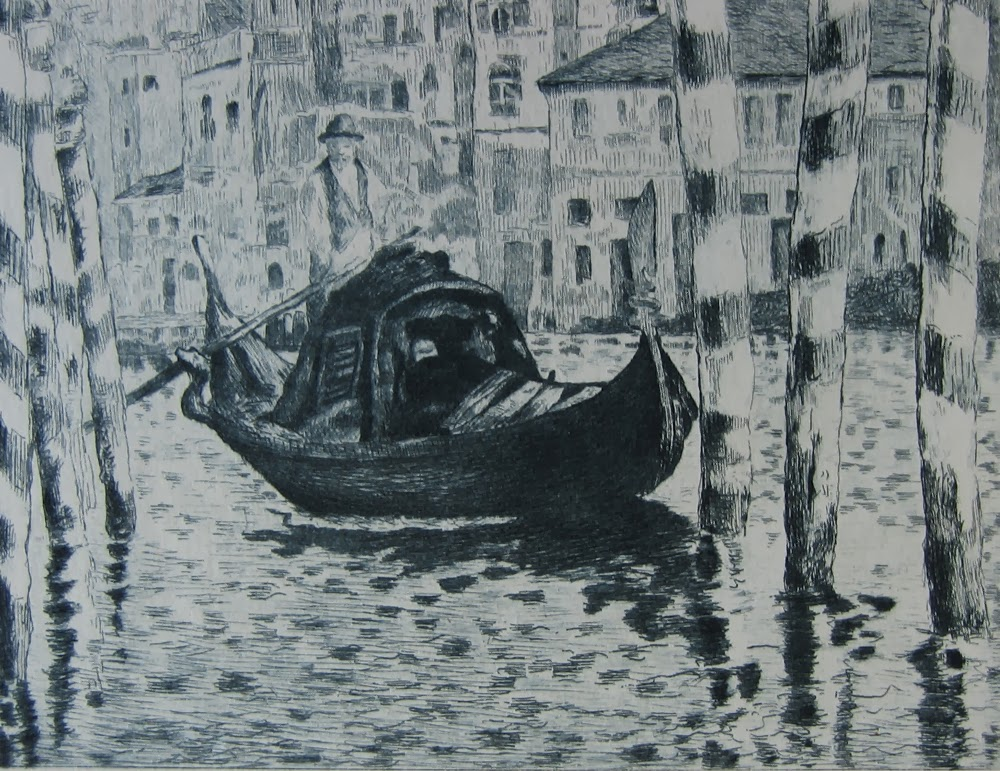
Marie Auguste Lauzet - Gravure d'après Édouard Manet : Venise

Auguste Lauzet est connu essentiellement pour son activité de graveur d'eaux fortes, de pointe-sèches et de lithographe.

## Biographie
Auguste est le fils du docteur en médecine François André Marius Lauzet et de Louise Rose Olive. Son grand-père paternel était pharmacien, ses grands-parents maternels imprimeurs.
Dans les années 1889-1890, Lauzet exécute des estampes d’après son compatriote Monticelli et d’autres d’après Vincent van Gogh, dont il était très proche, grâce à Théo Van Gogh. Émile Bernard raconte dans une lettre que Lauzet fut un des rares artistes qui assista aux funérailles de Vincent à Auvers-sur-Oise.

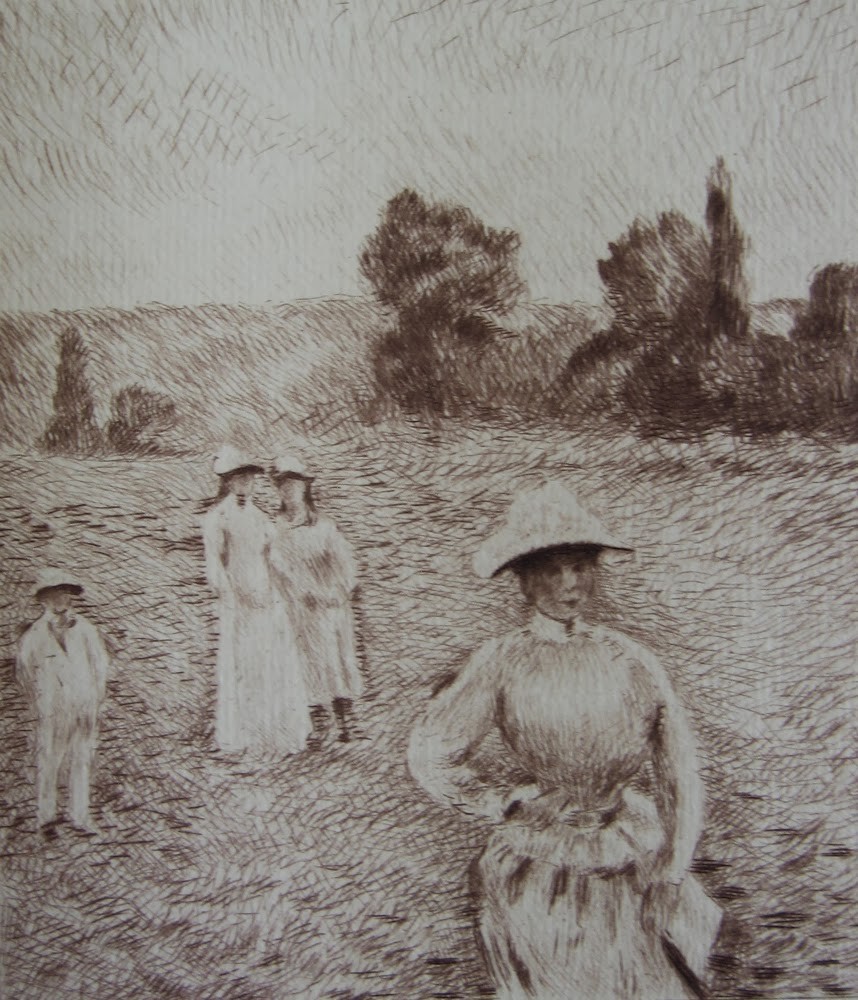
Marie Auguste Lauzet - Gravure d'après Claude Monet : Promenade, temps gris

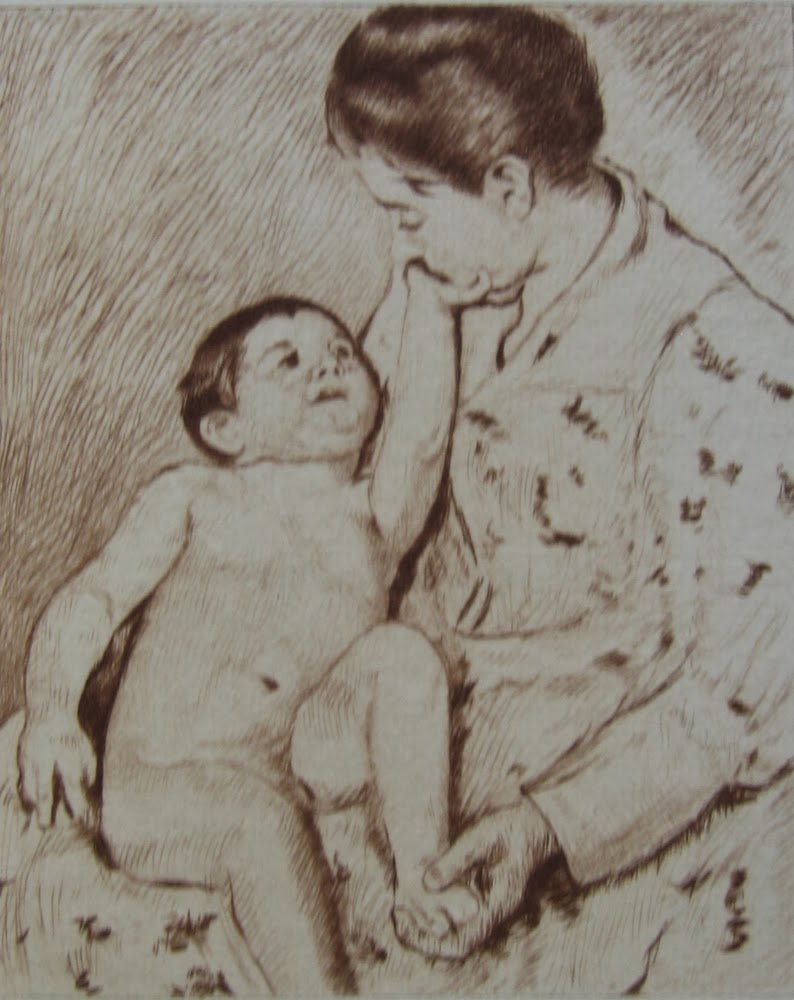
Marie Auguste Lauzet - Gravure d'après Mary Cassatt : Jeune mère

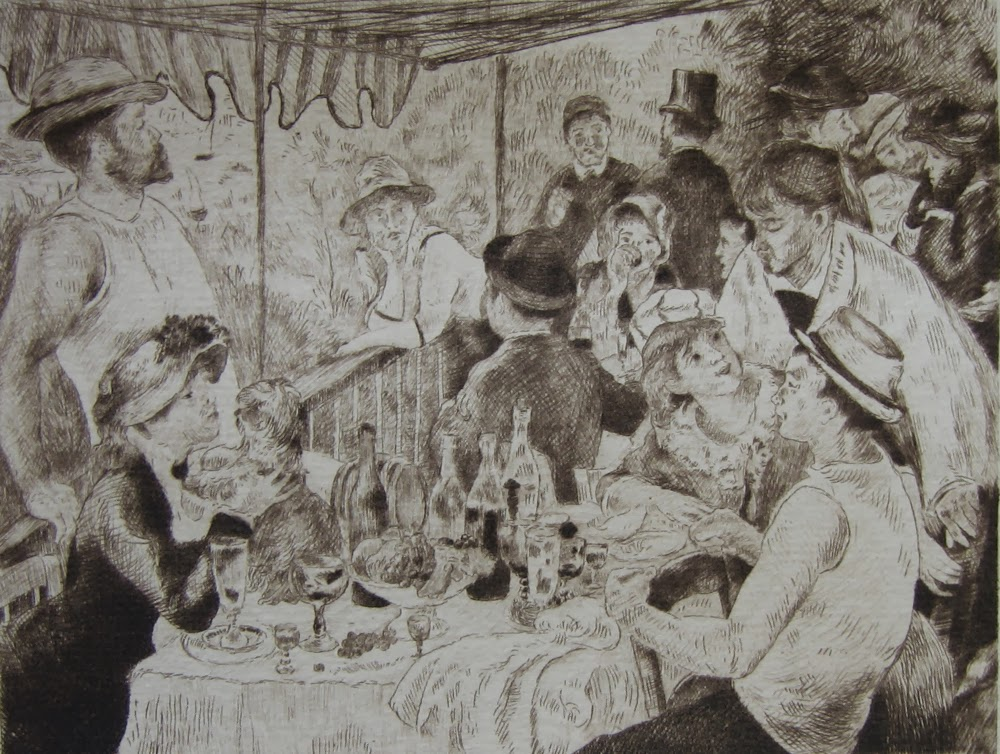
Marie Auguste Lauzet - Gravude d'après Pierre-Auguste Renoir : Déjeuner à Bougival

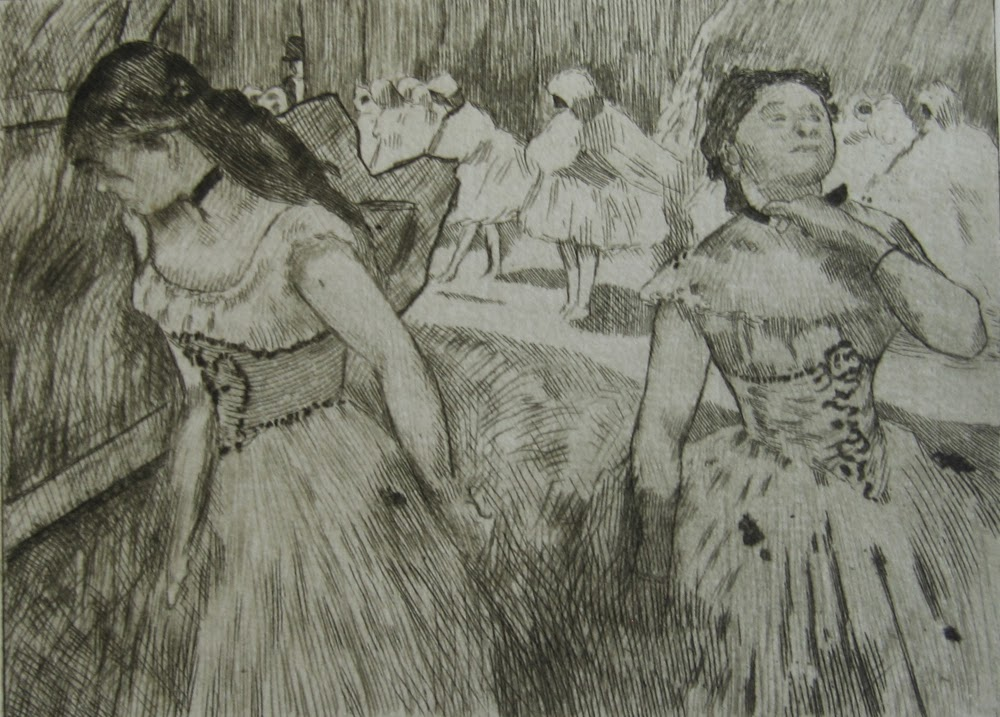
Marie Auguste Lauzet - Gravure d'après Edgar Degas : Ballet de Don Juan

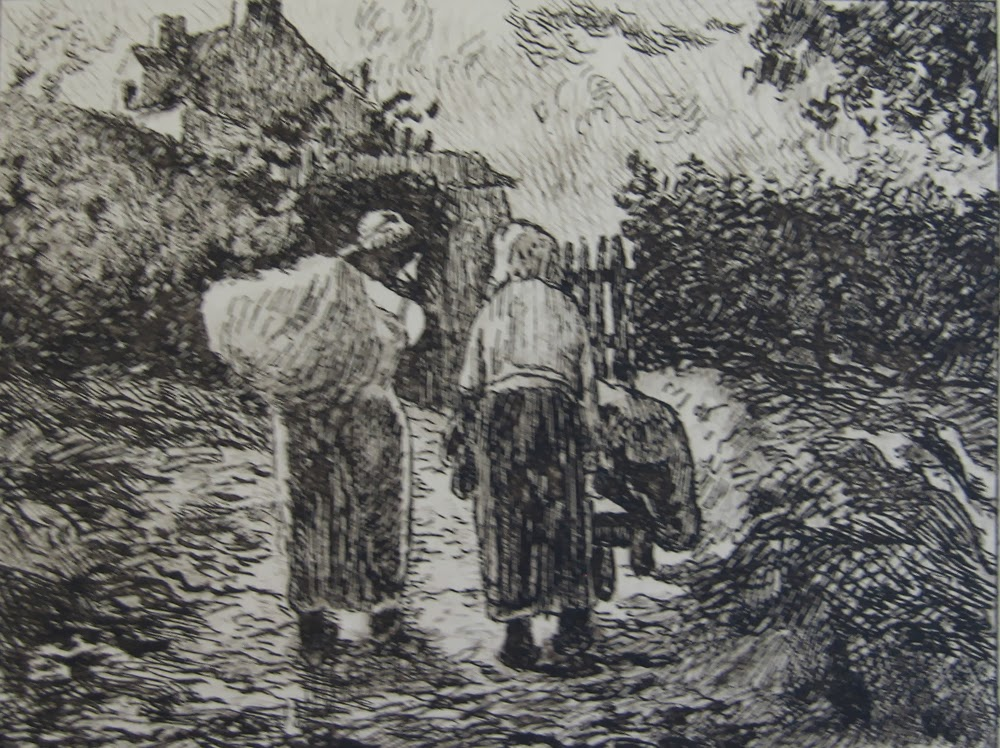
Marie Auguste Lauzet - Gravure d'après Camille Pissarro : Retour des champs

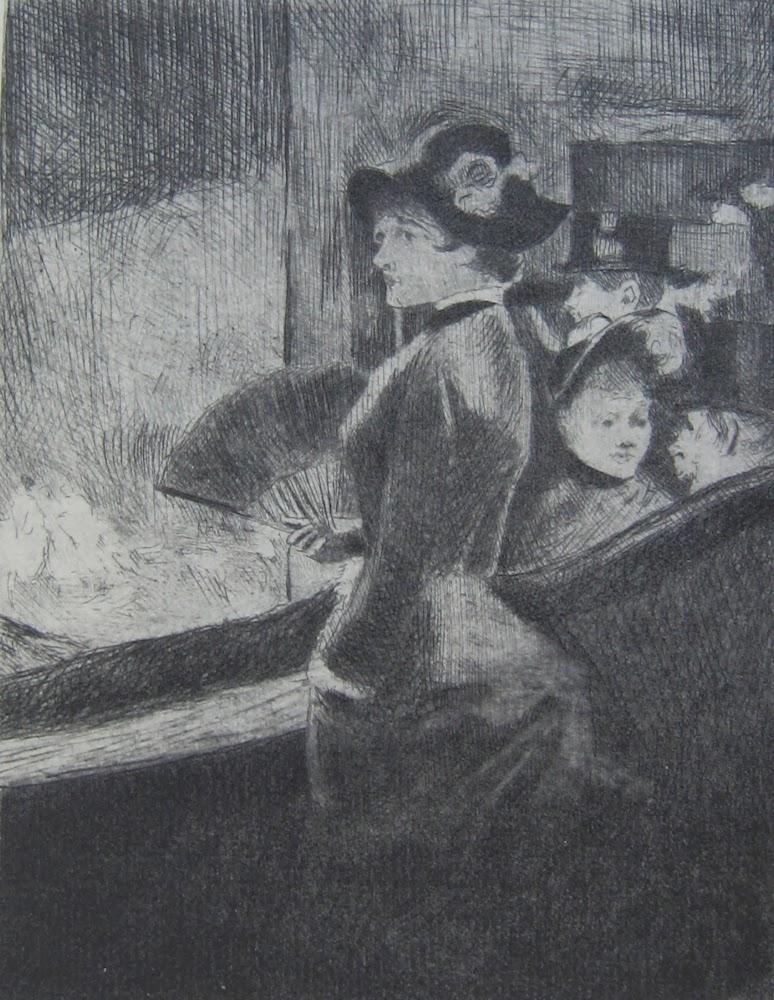
Marie Auguste Lauzet - Gravude d'après Jean-Louis Forain : Aux Folies-Bergère

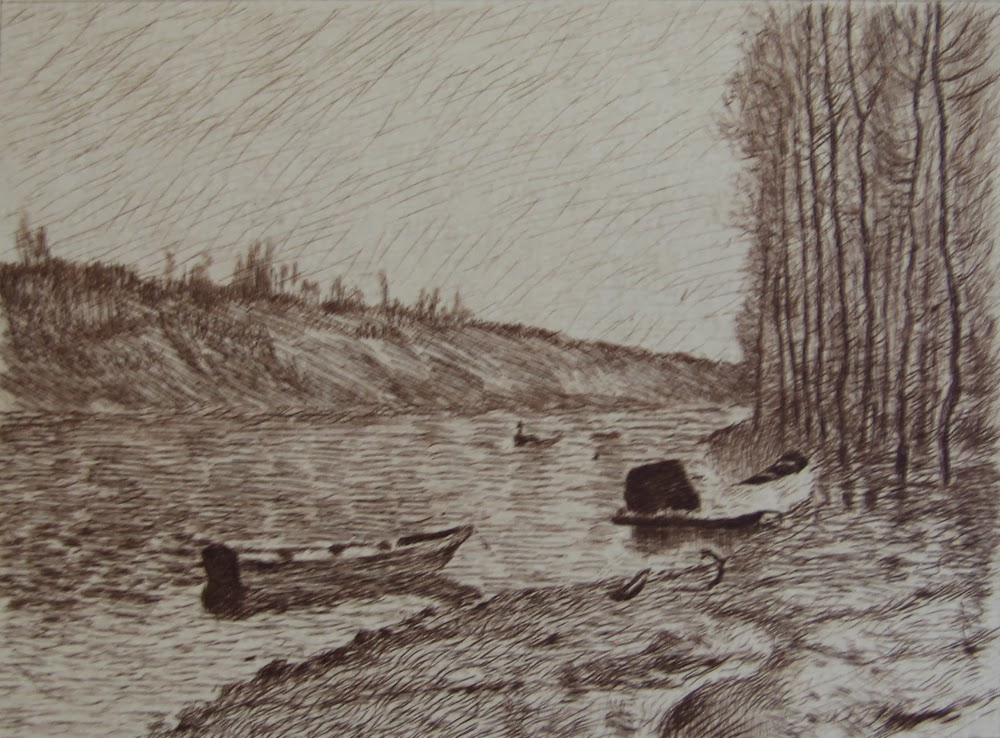
Marie Auguste Lauzet - Gravure d'après Alfred Sisley : La Seine à Moret

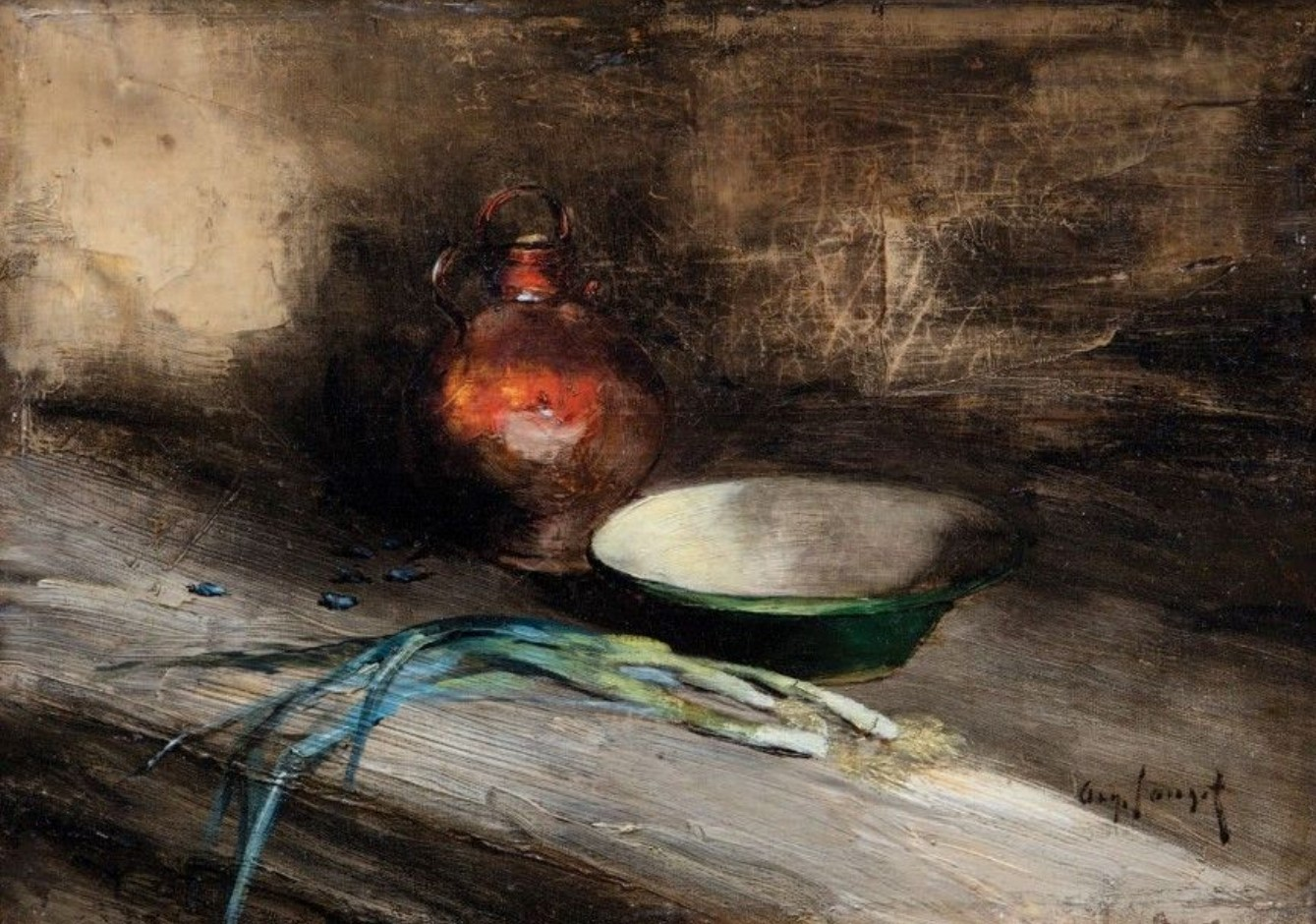
Marie Auguste Lauzet : Nature morte aux poireaux, huile sur toile

En 1892 paraît un ouvrage de Georges Lecomte (1867-1958) intitulé L’Art impressionniste d’après la collection privée de M. Durand-Ruel. Ce volume édité par Chamerot et Renouard fut richement illustré de vingt-cinq estampes d’Auguste Lauzet d’après des tableaux impressionnistes d'Eugène Boudin, John-Lewis Brown, Mary Cassatt, Edgar Degas, Stanislas Lépine, Jean-Louis Forain, Édouard Manet, Claude Monet, Camille Pissarro, Auguste Renoir et Alfred Sisley.
Compagnon de l’artiste symboliste Jeanne Jacquemin, ils vivaient ensemble à Sèvres. De santé fragile, pour se soigner, il partit pour Aubagne avec Jeanne Jacquemin, où l'artiste mourut à l’âge de trente-cinq ans. Auparavant, une vente fut organisée par sa compagne pour aider l’artiste malade. Cette vacation intitulée Tableaux, Aquarelles et Dessins, Sculptures, offerts par les Artistes à M. Lauzet eut lieu à l’Hôtel Drouot le 9 mai 1895. Monet, Degas, Puvis de Chavannes, offrirent des œuvres et Mallarmé aida Jeanne Jacquemin en écrivant à Whistler une lettre où il sollicite, avec succès, un don de cet artiste.

## Lettres des frères van Gogh
Le musée van Gogh à Amsterdam a mis en ligne les lettres des frères van Gogh, écrites ou reçues ; à plusieurs reprises Lauzet est évoqué, ces lettres sont numérotées selon une classification établie.
- 825 de Théo van Gogh à Vincent van Gogh. Paris, 8 décembre 1889.

« Dans le temps tu disais souvent qu’il faudrait que l’on publie un livre sur Monticelli. Eh bien, j’ai vu une vingtaine de très belles lithographies d’après lui faites par un nommé Lauzet. Il y aura aussi un texte, l’artiste doit venir voir nos tableaux pour voir s’il y en a qu’il veut reproduire. »
- 829 de Vincent à Théo van Gogh. Saint-Rémy-de-Provence, vers le  19 décembre 1889.

« Mon cher Theo,
Merci bien de ta dernière lettre, je suis bien aise que ta santé et celle de Jo vont bien et pense bien souvent à vous autres.
C’est très intéressant ce que tu racontes d’une publication de lithographies coloriées avec un texte sur Monticelli, cela me fait franchement un plaisir très vif et je serais très curieux de les voir un jour. J’espère qu’il reproduira en couleur le bouquet que tu as car cela est une chose de première ordre comme couleur. »
- 830 de Théo van Gogh à Vincent van Gogh. Paris, 22 décembre 1889.

« J’ai eu à la maison la visite de Mr Lauzet, le lithographe de Monticelli. Il venait pour voir les nôtres et les trouve très beaux. Pour les fleurs,  il ne croit pas pouvoir le rendre car les planches sont monochromes et il ne croit pas pouvoir rendre la sensation de ce tableau dans une couleur. Il commence par l’Italienne. Mais ce qui lui plaisait surtout c’était tes toiles & tes dessins, oh mais, il les comprend. Il en avait vu depuis longtemps chez Tangui et il était vraiment content de voir tout ce que j’avais ici, en parcourant les dessins il y avait une ramasseuse de pommes   qui lui plaisait & je lui en ai fait cadeau car je crois que tu aurais fait de même. Il  est revenu le lendemain au magasin pour me demander s’il n’y aurait pas moyen d’avoir un autre dessin que tu as fait tout au commencement quand tu étais à St Remy. À gauche un petit bosquet d’arbres sombres contre un ciel avec un croissant de lune, à droite une barrière. Il me disait que ce dessin ne lui sortait pas de la tête, qu’il était plus beaux que les dessins de V. Hugo qu’il aime beaucoup etc. Je lui ai proposé de l’échanger contre un ex. de son album de Monticelli, ce qu’il a accepté toute suite. L’album est encore loin d’être prêt mais il le terminera, Cottier & Reid ont souscrit à plusieurs exemplaires de sorte qu’il est couvert pour les frais d’impression. Il y a 16 lit. de prêt sur 25 qu’il veut faire.
Ce que je trouve de mieux réussi c’est la tete d’enfant que nous avons vu dans le temps chez la Roquette.  L’artiste me semble bien sympathique. Il est du midi & a quelque chose d’Espagnol, visage pâle & barbe noire, mais en même temps quelque chose de doux comme un poete anglais. »
- 833 de Vincent à  Théo van Gogh. Saint-Rémy-de-Provence, 31 décembre 1889 ou, 1er janvier 1890.

« Très intéressant ce que tu écris de la visite de M. Lauzet.  je crois que lorsque je t’enverrai les toiles qui sont encore ici il reviendra bien encore une fois et si j’étais là je crois que je me mettrais aussi à lithographier. »
- 834 De Vincent à  Théo van Gogh. Saint-Rémy-de-Provence, 3 janvier 1890.

« Lorsque tu verras m. Lauzet demandes lui un peu s’il les connait, cela ressemble aussi au talent de Hervier. »
(Vincent évoque des dessins de Victor Hugo reproduits dans un livre de Michelet.)
- 838 de Théo van Gogh à Vincent van Gogh. Paris, 8 janvier 1890.

« Je trouve que dans tes derniers travaux il y a plus d’atmosphère, plus de distance que dans les précédents. Ce qui provient peut être que tu n’empâtes pas tant partout. – Il y avait dans un des rouleaux aussi un superbe dessin à la plume qui représente une fontaine dans un jardin;  Dimanche prochain j’ai rendez vous avec Lauzet – qui les trouvera bien beau, j’en suis sûr. »
- 839 de Vincent à  Théo van Gogh. Saint-Rémy-de-Provence, vers le 13 janvier 1890.

« Cela m’a fait plaisir ce que tu dis de la copie d’après Millet, la veillée. Plus j’y réfléchis plus je trouve que cela ait sa raison d’être de chercher à reproduire des chôses de Millet que celui-ci n’a pas eu le temps de peindre à l’huile. Alors travaillant soit sur ses dessins soit sur les gravures sur bois, c’est pas copier pur et simple que l’on ferait. C’est plutôt traduire dans une autre langue, celle des couleurs, les impressions de clair obscur en blanc & noir. Ainsi je viens de terminer les trois autres “heures de la journée” d’après les bois de Lavieille. Cela m’a coûté beaucoup de temps & beaucoup de peine. Car tu sais que cet été déjà j’ai fait les travaux des champs. Or ces reproductions-là – tu les verras un jour – je ne les ai pas envoyées parceque c’était davantage que ceux-ci des tâtonnements, mais qui m’ont servi pourtant beaucoup pour les heures de la journée. Plus tard, qui sait, peutêtre pourrais-je en faire les lithographies. Je suis curieux ce qu’en dira M. Lauzet. »
- 843 de Théo van Gogh à Vincent van Gogh. Paris, 22 janvier 1890.

« Mon cher Vincent,
Je suis bien aise, de savoir que tu te portes mieux & que le voyage à Arles s’est effectué sans mauvaises suite.  J’ai différentes choses à t’apprendre qui te feront probablement plaisir. D’abord Lauzet est revenu pour voir tes nouvelles toiles  & son exclamation après avoir vu quelques toiles était “Comme c’est bien la Provence”. Lui qui est de là-bas connait le pays & déteste les choses sucrées qu’en rapportent les Montenard & autres. Du reste tu vas pouvoir causer avec lui-même car Samedi dernier il est parti à Marseille pour une quinzaine de jours & à son retour il fera son possible de passer chez toi. Si tu le verras, tu lui diras s. te p. que j’ai encore un souscription à son ouvrage de Monticelli, épreuve d’Artiste, cela lui fera plaisir. L’autre soir il était encore chez nous & alors nous avons  regardé ensemble l’ouvrage des Eaufortes par Alb. Durer d’Armand Duran. Tu verras comme c’est un garçon intéressant & comme il est versé dans la littérature moderne…..
Il faut se faire connaître sans vouloir s’imposer: cela viendra tout seul par tes beaux travaux. Pour ce que tu écrives sur l’avenir. Vois un peu s’il n’y aura pas de combinaison à trouver avec Lauzet. »
- 850 de Vincent à Théo van Gogh. Saint-Rémy-de-Provence, 1er février 1890.

« J’espère que M. Lauzet viendra, j’ai grande envie de faire sa connaissance. J’ai confiance en son opinion quand il dit que c’est la Provence, là il touche la difficulté et comme l’autre il indique plutôt une chôse à faire qu’une de faite. »
- 862 de Théo van Gogh à Vincent van Gogh. Paris, 23 avril 1890.

« Lauzet est de retour, il n’a pas pu passer chez toi car sa mère & sa sœur qui habitaient Marseille sont venues demeurer avec lui içi & il a dû aider à les déménager & n’avait pas le sou pour s’écarter de la route. »
- 888 de Théo van Gogh à Vincent van Gogh. Paris, 15 juin 1890.

« Lauzet est venu hier matin voir tes tableaux, il est très occupé avec ses Monticelli qui vont paraître dans une dizaine de jours. »

## Lettre de Mallarmé à James Abbott McNeill Whistler[11]
« Paris, 26 avril
Cher ami,
Vous vous rappelez que cet hiver à votre retour de Londres je vous entretins, en mon nom et en celui d'amis communs, de la vente qui va se faire, en faveur d'un artiste de grand talent et malade, M. Lauzé. Je vous disais que Monet, Degas, Puvis de Chavannes avaient offert une de leurs œuvres et que Madame Jacquemin, qui recueille elle-même ces dons, avait le grand désir que votre nom figurât entre les illustres. Elle me redemande un mot de présentation auquel je joins mon propre vœu, que vous participiez à cette poignante et bonne œuvre qui nous intéresse tous.
À vous
Stéphane Mallarmé »

## La vente de 1895
Une vente de charité intitulée Tableaux, Aquarelles et Dessins, Sculptures, offerts par les Artistes à M. Lauzet, eut lieu à Paris, Hôtel Drouot, le 9 mai 1895 au bénéfice du couple Lauzet. Parmi les lots :
- No 28, Camille Pissarro, Paysage avec maisons et mur de clôture, givre et brume, Éragny, huile sur toile, dim. 46 x 55 cm, signée and datée "C. Pissarro. 1892", en bas à gauche. Achetée[12] par Durand-Ruel[13]."Paysage avec maisons et mur de clôture, givre et brume, Éragny (1892) de Camille Pissarro

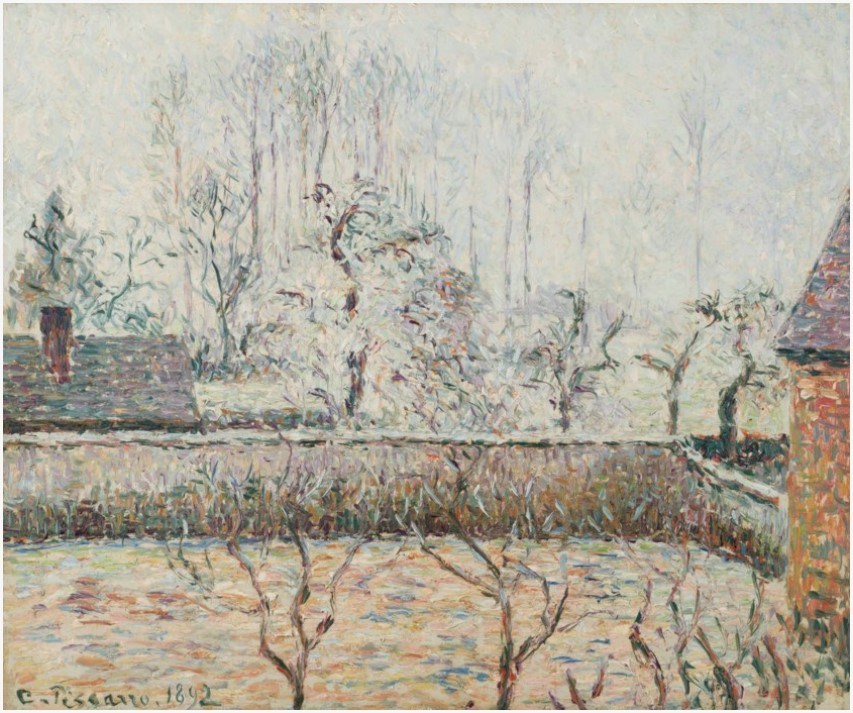
"Paysage avec maisons et mur de clôture, givre et brume, Éragny (1892) de Camille Pissarro

## Publications illustrées
- Adolphe Monticelli : vingt planches d'après les tableaux originaux de Monticelli et deux portraits de l'artiste, Paris, éd. Boussaud, Valadon et Cie, 1890[14].
- Georges Lecomte, L’Art impressionniste d’après la collection privée de M. Durand-Ruel, Paris, éd. Chamerot et Renouard, 1892[6].